# Pierre de Monteruc
Pierre de Monteruc, detto anche Cardinale di Pamplona (Donzenac, ... – Avignone, 20 maggio 1385), è stato un cardinale e vescovo cattolico francese.

## Biografia
Era nipote per parte di madre di papa Innocenzo VI, cugino del cardinale Étienne Aubert iuniore e zio del cardinale Rainolfo de Monteruc.
Si laureò in diritto civile presso l'Università di Tolosa.
Fu canonico della cattedrale di Amiens, prevosto di Saint-Pierre di Lilla e fu canonico e arcidiacono a Elne, Avranches e Lilla. Fu poi canonico e tesoriere della cattedrale di Bayeux e protonotario apostolico.
Nominato vescovo di Pamplona il 20 novembre 1355, non venne mai consacrato. Gli abitanti della diocesi si ribellarono alla decisione del papa, cosicché egli inviò un vicario apostolico a Pamplona, Eaimond Deffrans, e un anno dopo si dimise.
Nel concistoro del 23 dicembre 1356 lo zio, papa Innocenzo VI lo creò cardinale con il titolo di Sant'Anastasia. Fu nominato cancelliere della Santa Chiesa ad Avignone. Si rifiutò di partire per Roma al seguito di papa Gregorio IX. Nel 1375 fondò il "Collegio di Santa Caterina" a Tolosa. Fu l'ultimo cardinale di Avignone a seguire l'antipapa. Papa Urbano VI non lo spogliò ufficialmente della carica di cancelliere ma nominò il nipote, Rainolfo de Monteruc reggente della Cancelleria Apostolica.
Morì ad Avignone il 20 maggio 1385 e la sua salma fu inumata, secondo la sua volontà, nella Certosa di Notre-Dame-du-val-de-Bénédiction, della quale si considerava cofondatore.

## Conclavi
Nel corso del suo cardinalato, Pierre de Montruc partecipò ai seguenti conclavi:
- conclave del 1362, che elesse papa Urbano V
- conclave del 1370, che elesse papa Gregorio XI

ma non partecipò al conclave del 1378, che elesse papa Urbano VI, né a quello del medesimo anno che elesse a Fondi l'antipapa Clemente VII.